# Municipal Borough of Uxbridge

Uxbridge in der früheren Grafschaft Middlesex

Der Municipal Borough of Uxbridge war ein Bezirk im Ballungsraum der britischen Hauptstadt London. Er existierte von 1894 bis 1965 unter verschiedenen Bezeichnungen und lag im Nordwesten der ehemaligen Grafschaft Middlesex.

## Geschichte
Uxbridge war ursprünglich eine Kaplanei (chapelry) der Pfarrei Hillingdon und erhielt 1866 den Status eines Civil parish. Bereits 1849 war ein lokaler Gesundheitsrat (local board of health) mit Kompetenzen im Bereich der Infrastruktur geschaffen worden. 1894 rekonstituierte sich der Gesundheitsdistrikt als Urban District, der neben Uxbridge auch Hillingdon West umfasste. Bei der Auflösung des Uxbridge Rural District kamen im Jahr 1929 die Dörfer Cowley, Harefield, Hillingdon East und Ickenham hinzu. 1955 erhielt der Uxbridge Urban District den Status eines Municipal Borough.
Bei der Gründung der Verwaltungsregion Greater London im Jahr 1965 entstand aus der Fusion des Municipal Borough of Uxbridge sowie der Urban Districts Hayes and Harlington, Ruislip-Northwood und Yiewsley and West Drayton der London Borough of Hillingdon.

## Statistik
Bis 1929 betrug die Fläche 868 acres (3,51 km²), danach 4143 acres (16,77 km²). Die Volkszählungen ergaben folgende Einwohnerzahlen:
| Jahr      | 1901  | 1911   | 1921   | 1931   | 1951   | 1961   |
| Einwohner | 8.545 | 10.374 | 12.919 | 31.880 | 55.960 | 63.941 |